# Martina Di Giuseppe
Martina Di Giuseppe (nació el 10 de febrero de 1991) es una tenista italiana.
Giuseppe logró su ranking de sencillos más alto el cual fue la No. 149  del mundo el 22 de julio de 2019 después de llegar a las semifinales en el Bucharest Open. El 20 de mayo de 2019, alcanzó el puesto número 345 en el ranking de dobles.
Di Giuseppe ha ganado siete títulos individuales y seis títulos dobles en el Circuito femenino de la ITF.